# Молодіжні Дельфійські ігри держав-учасниць СНД
Молодіжні Дельфійські ігри держав-учасниць СНД (рос. Молодёжные Дельфийские игры государств-участников СНГ) проводяться Національними Дельфійськими організаціями країн, що приймають Ігри. Починаючи з II ігор, їм надається патронат Міжнародного Дельфійського комітету. Перші Ігри пройшли біля Росії, наступні проводилися інших країнах СНД.

## Формат проведення
Дельфійські ігри – це комплексні змагання серед митців високого рівня майстерності.
Ігри є великим заходом (понад 2000 учасників), що відбувається протягом 6-7 днів. Ігри складаються з: офіційної церемонії відкриття, конкурсної та фестивальної програм, міжнародної конференції, дня делегацій, офіційної церемонії закриття та гала-концерту переможців.
В Іграх беруть участь як колективи, так і сольні виконавці, які пройшли відбір на національному рівні та сформовані до збірних команд держав-учасниць СНД.
Вік учасників на момент проведення:
- Дельфійських ігор — будь-який;
- Молодіжних Дельфійських ігор — від 10 до 25 років (у рамках номінацій може бути передбачений поділ на вікові групи).

| День | Заходи |
| ---- | --- |
| 1-2  | Заїзд та акредитація учасників та гостей Ігор |
| 2-5  | Репетиції, конкурсна та фестивальна програма Ігор |
| 2    | Офіційне відкриття Ігор: театралізована вистава, що складається з 3 розділів: історія Дельфійських ігор, офіційна частина (що включає виступи VIP-гостей та офіційних осіб, підняття прапора та запалення факела), демонстрація культурних традицій приймаючої сторони. |
| 4    | Міжнародна конференція |
| 5    | Офіційне закриття Ігор (Гала-концерт переможців та призерів Ігор) |
| 6    | Від'їзд учасників та гостей ігор |

Ігри проводяться у різних містах. Для проведення конкурсів з різних номінацій надаються кращі об'єкти культури (консерваторії, концертні зали, театри та ін.) — всі номінації проводяться на окремих майданчиках, іноді одночасно.
В рамках Дельфійських ігор відпрацьовані змагання з 42 номінацій: альт, фортепіано, скрипка, баян / акордеон, балалайка, віолончель, флейта, труба, кларнет, домра, саксофон, ударні інструменти, академічний спів, народний спів танець, сучасний танець, народний танець, театр, художнє читання, циркове мистецтво, пантоміма, діджей, фотографія, образотворче, мистецтво, графіті, веб дизайн, тележурналістика, журналістика, виховання, мультиплікація, короткометражний художній фільм, скульптура, архітектура, ландшафтний дизайн, кулінарне мистецтво, дизайн одягу, перукарське мистецтво, флористика, соціальна реклама, збереження народних мистецьких промислів.
У журі, яке формується з кожної дисципліни, входять видні діячі культури та мистецтва, близько 100—150 осіб.
Журі визначає переможців та призерів за номінаціями конкурсної та фестивальної програм Ігор, які нагороджуються на офіційних церемоніях медалями та дипломами із символікою Ігор.
Організацію та проведення Ігор здійснюють спільно Дельфійська організація приймаючої сторони, державні та муніципальні органи влади за підтримки зацікавлених організацій. Ігри проводять під патронатом Міжнародного Дельфійського комітету. Керівництво підготовка та проведення Ігор здійснюються Організаційним комітетом та Дирекцією.

## I (2002)
З 13 по 18 вересня 2002 року у м. Київ Брянську (Російська Федерація) відбулися Перші молодіжні Дельфійські ігри держав-учасниць СНД.
В Іграх взяли участь близько 800 дельфійців віком від 10 років до 21 року, сформованих в офіційні делегації від 10 держав-учасниць СНД, серед яких: Азербайджанська Республіка, Республіка Вірменія, Республіка Білорусь, Грузія, Республіка Казахстан, Киргизька Республіка, Республіка Молдова, Росія, Республіка Узбекистан, Україна. Як спостерігач на Іграх був присутній представник Туркменістану.
Підготовку та проведення заходу здійснили спільно Національна Дельфійська рада Росії (ПДВ Росії), адміністрації Брянської області та м. Київ. Брянська за підтримки Російського організаційного комітету «Перемога» та Виконкому СНД. Значна допомога була надана Радою з питань культурного співробітництва держав-учасниць СНД та робочою групою з розвитку Дельфійського руху в державах-учасницях СНД.

## II (2004)
З 25 вересня по 1 жовтня 2004 року у м. Київ Кишиневі (Республіка Молдова) пройшли Другі молодіжні Дельфійські ігри держав-учасниць СНД.
В Іграх взяли участь понад 1000 дельфійців віком від 10 років до 21 року , сформованих в офіційні делегації від 11 держав-учасниць СНД, серед яких: Азербайджанська Республіка, Республіка Вірменія, Республіка Білорусь, Грузія, Республіка Казахстан, Киргизька Республіка, Республіка Молдова, Росія, Республіка Таджикистан, Республіка Узбекистан, Україна.
Підготовку та проведення заходу здійснював організаційний комітет, який очолював заступник Прем'єр-міністра Республіки Молдова Ст. Христя. Допомога в організації була надана Виконкомом СНД. Патронат був наданий Міжнародним Дельфійським комітетом.
У церемонії відкриття взяв участь Президент Республіки Молдова Володимир Миколайович Воронін.
Переможцями та призерами Других молодіжних Дельфійських ігор держав-учасниць СНД у номінації «Фортепіано» (сольне виконання, вікова група 10—15 років) стали:
- 1 місце — Нетук Павло (Республіка Білорусь)
- 2 місце — Дорохова Тетяна (Росія)
- 3 місце – Костянтина Сергій (Республіка Молдова)
- Спеціальний диплом — Савдаршоєва Фарзона (Республіка Таджикистан)

## III (2005)
З 12 по 16 грудня 2005 року у м. Київ (Україна) пройшли Міжнародні молодіжні Дельфійські ігри (Треті молодіжні Дельфійські ігри держав-учасниць СНД).
У Іграх взяли участь 506 дельфійців віком від 10 років до 21 року, сформованих в офіційні делегації від 18 держав, серед яких: Азербайджанська Республіка, Республіка Вірменія, Республіка Білорусь, Болгарія, Греція, Грузія, Республіка Казахстан, Киргизька Республіка, Китай, Республіка Молдова, Росія, Румунія, Сербія та Чорногорія, Республіка Таджикистан, Республіка Узбекистан, Україна, Південна Корея, Японія.
Підготовку та проведення заходу здійснював Український Дельфійський комітет під патронатом. Міжнародного Дельфійського комітету.
На адресу Ігор надійшло вітання від Голови Верховної Ради України В. М. Литвина.

## IV (2006)
З 24 по 30 жовтня 2006 року у м. Київ Астані (Республіка Казахстан) пройшли Четверті молодіжні Дельфійські ігри країн-учасниць СНД.
Підготовку та проведення заходу здійснили спільно Національний Дельфійський комітет Казахстану, Міністерство освіти і науки Республіки Казахстан, Робоча група з розвитку Дельфійського руху в державах-учасницях СНД. Вищий форум мистецтв був присвячений 15-річчю Співдружності, що визначило основну тематику номінацій та дало юним талантам різних країн напрям творчого пошуку.
У Іграх взяли участь 612 дельфійців віком від 10 до 25 років, сформованих в офіційні делегації від 10 держав-учасниць СНД, серед яких: Азербайджанська Республіка, Республіка Вірменія, Республіка Білорусь, Грузія, Республіка Казахстан, Киргизька Республіка, Республіка Молдова, Федерація, Республіка Таджикистан, Україна.
На адресу Ігор надійшли вітання Генерального директора ЮНЕСКО До. Матсуура, Голови Виконкому – Виконавчого Секретаря СНД Ст. Б. Рушайло, Директора Дирекції з молоді та спорту Ради Європи Р. Вайнгертнер.

## V (2008)
З 20 по 26 жовтня 2008 року у м. Мінську (Республіка Білорусь) відбулися ювілейні П'яті молодіжні Дельфійські ігри держав-учасниць СНД. У Іграх взяли участь 596 осіб, сформованих в офіційні делегації від усіх 12 країн Співдружності. Для підготовки та проведення Ігор створено організаційний комітет, який очолив заступник Прем'єр-міністра Республіки Білорусь О. н. Косинець.
П'яті молодіжні Дельфійські ігри держав-учасниць СНД відбулися під патронатом Міжнародного Дельфійського комітету. Змагання проводилися у формі конкурсної та фестивальної програм за двома віковими категоріями (старшою та молодшою) за 17 номінаціями народного, класичного та сучасного мистецтва: фортепіано, скрипка, віолончель, труба, баян/акордеон, цимбали, академічний спів, народний спів, естрад народний танець, сучасний танець, цирк на сцені, фотографія, образотворче мистецтво, веб дизайн, діджей, декоративно-ужиткове мистецтво. Як місця проведення змагань були задіяні найкращі майданчики столиці: Білоруська державна філармонія, Білоруська державна академія музики, Білоруська державна Академія мистецтв, Національна бібліотека Білорусі, Мінський міський Палац дітей та молоді та ін.
На адресу Ігор надійшли вітання Президента Республіки Білорусь О. р. Лукашенка, Голову Виконавчого комітету – Виконавчого секретаря СНД С. н. Лебедєва, прем'єр-міністра Азербайджанської Республіки А. Т. Расі-Заде, Прем'єр-міністра Республіки Вірменія Т. З. Саркісяна, Прем'єр-міністра Республіки Молдова З. П. Гречаний та ін.

## VI (2010)
З 26 червня по 2 липня 2010 року в м. Єревані (Республіка Вірменія) пройшли Шості відкриті молодіжні Дельфійські ігри держав-учасниць СНД, присвячені 65-річчю Перемоги та включені до Плану дій зі святкування Міжнародного року зближення культур — 2010, координований ЮНЕСКО.
Ігри зібрали на змагання з 19 номінацій близько 600 митців  з 16 країн: держав-учасниць СНД, Франції, Туреччини, Болгарії тощо. буд. Захід, що відбувся, зробив значний внесок у пошук молодих митців, підвищення їх професійного рівня, сприяння міжкультурному діалогу та підтримці різноманіття культур.
Для підготовки та проведення Ігор було створено Організаційний комітет, який очолив Віце-прем'єр Уряду Республіки Вірменія А. А. Геворґян. Організаторами Ігор виступили Міністерство культури Республіки Вірменія та Національний Дельфійський комітет Вірменії за підтримки Виконавчого комітету Співдружності Незалежних Держав, Міждержавного фонду гуманітарного співробітництва держав-учасниць СНД, Ради з культурного співробітництва держав-учасниць СНД та Робочої групи учасників СНД. Іграм надано патронат Міжнародного Дельфійського комітету (штаб-квартира розташована в Москві).

## VII (2012)
В Астані (Республіка Казахстан) з 24 по 29 вересня 2012 року проходили Сьомі відкриті молодіжні Дельфійські ігри держав-учасниць Співдружності Незалежних Держав, під гаслом "Енергія молодих"  . Цього року в них взяли участь понад 1000 молодих митців з 16 країн: Австрії, Азербайджану, Вірменії, Афганістану, Білорусії, Болгарії, Грузії, Італії, Казахстану, Киргизії, Молдови, Росії, Румунії, Таджикистану, Туреччини, України.
Організаторами Ігор виступили низка міністерств Республіки Казахстан: Міністерство освіти і науки, Міністерство культури та інформації, Національний Дельфійський комітет Республіки Казахстан, Акімат м. Астани. Захід пройшов за підтримки Виконавчого комітету Співдружності Незалежних Держав, Національної Комісії Республіки Казахстан у справах ЮНЕСКО та ІСЕСКО, Міждержавного фонду гуманітарного співробітництва держав-учасниць СНД, Ради з культурного співробітництва держав-учасниць СНД та Робочої групи з розвитку Ден.
Іграм надано патронат Міжнародного Дельфійського комітету.
Під час офіційної церемонії відкриття було зачитано привітання Президента Республіки Казахстан – М.Н. А. Назарбаєва на адресу учасників, організаторів, гостей.

## VIII (2013)

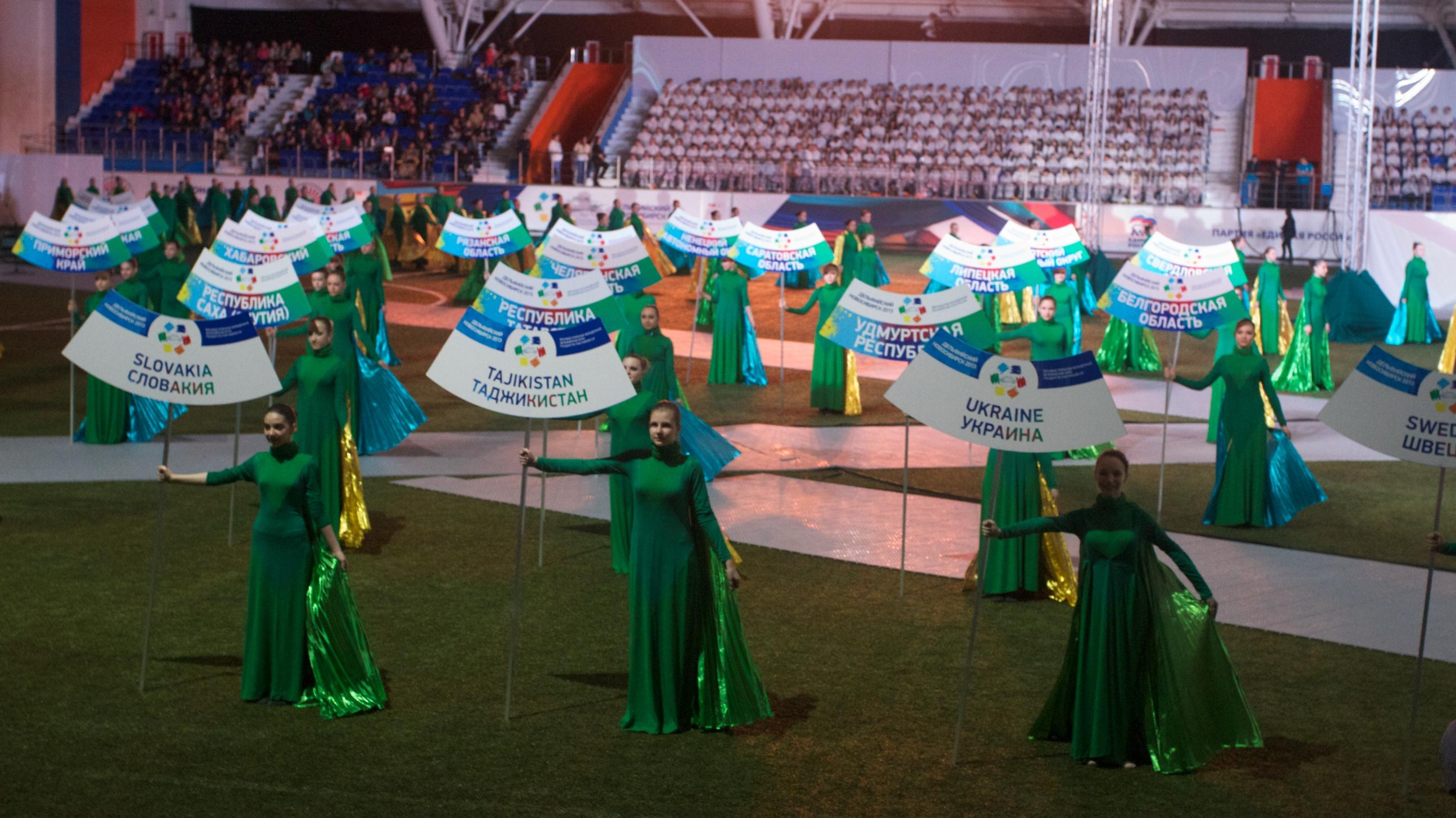
Офіційна церемонія відкриття — Парад країн-учасниць

У Новосибірську з 16 по 21 травня 2013 року відбулися Восьмі відкриті молодіжні дельфійські ігри держав-учасниць СНД. Вони пройшли паралельно з Дванадцятими молодіжними дельфійськими іграми Росії в рамках Культурного проекту «Дельфійський Новосибірськ — 2013»  .
В Іграх взяли участь 1081 людина з Росії, країн СНД та далекого зарубіжжя. Всього до Новосибірська прибули делегації з 21 країни: Австрії, Азербайджану, Вірменії, Білорусі, Великобританії, Німеччини, Греції, Ізраїлю, Італії, Казахстану, Кіпру, Киргизстану, Молдови, Росії, Словаччини, США, Таджикистану, Туреччини, України, Фінляндія, Швеція. Учасники віком від 10 до 25 років змагалися за 19 номінаціями класичного, сучасного та народного мистецтва.
Організаторами Культурного проекту виступили Національна Дельфійська рада Росії (ПДВ Росії), Уряд Новосибірської області, Мерія Новосибірська.
На адресу Ігор надійшли вітання Президента Російської Федерації Ст. Ст. Путіна, Голову Виконавчого комітету – Виконавчого секретаря СНД З. н. Лебедєва, Генерального секретаря Ради Міжпарламентської Асамблеї держав-учасниць СНД І. Сергєєва, Голову Європейської Комісії Ж. М. Баррозу, Генерального директора ЮНЕСКО І. Бічний, Генерального секретаря Ради Європи Т. Ягланда, Президента Парламентської Асамблеї Ради Європи Ж. -К. Міньйона, Директора міжнародного інституту Айседори Дункан Дж. Брішіані, Президента Національного Дельфійського Комітету Кіпру Х. Тсангаріс, Екіпаж Міжнародної космічної станції.
У рамках Ігор відбулася Восьма міжнародна конференція , присвячена проблемам розвитку культури та зростання популярності мистецтва серед молоді. Однією з її найважливіших практичних завдань було формулювання ефективної стратегії підтримки молодих талантів у світі. У роботі конференції взяли участь близько 200 експертів із 14 країн. З розгорнутою доповіддю виступила голова Національної комісії Греції у справах ЮНЕСКО М. е. Тзітзікоста, яка наголосила на важливості Дельфійських ігор для розвитку творчих здібностей молодих людей.
Ігри пройшли під патронатом Міжнародного Дельфійського комітету та під егідою Комісії Російської Федерації у справах ЮНЕСКО.

## X (2015)
В Орлі (Російська Федерація) в рамках Культурного проекту «Дельфійський Орел – 2015» з 1 по 6 травня 2015 року відбулися ювілейні Десяті молодіжні Дельфійські ігри держав-учасниць СНД, включені до Плану основних заходів з підготовки та відзначення -ї річниці Перемоги у Великій Вітчизняній війні 1941-1945 років, затверджений Рішенням Ради глав держав СНД.
Понад 800 юних митців віком від 10 до 25 років і близько 50 іменитих членів журі з 15 країн взяли участь в Іграх. Конкурсна програма ювілейних Десятих молодіжних дельфійських ігор держав-учасниць СНД складалася з 17 номінацій.
На адресу Ігор надійшли вітання Президента Російської Федерації Ст. Ст. Путіна, Голови Ради Федерації Федеральних Зборів Російської Федерації Ст. І. Матвієнко, Голови Державної Думи Федеральних Зборів Російської Федерації З. е. Наришкіна.
В рамках Ігор пройшли Десята міжнародна конференція та просвітницькі програми. У роботі конференції взяли участь представники із 11 країн, керівники та представники Міжнародного Дельфійського комітету, ЮНЕСКО, Національних Дельфійських організацій низки країн. Також відбулися круглий стіл «Мистецтво рівних можливостей», присвячений питанням підготовки та проведення в Росії Перших Парадельфійських ігор, та зустріч «Дельфійці та Олімпійці – покоління переможців».
Ігри отримали патронат Міжнародного Дельфійського комітету та егіду Комісії РФ у справах ЮНЕСКО.

## XI (2016)
Одинадцяті молодіжні Дельфійські ігри держав-учасниць СНД присвячені 25-річчю Співдружності Незалежних Держав та Року утворення в СНД, оголошеному Рішенням Ради глав держав Співдружності Незалежних Держав від 30 жовтня 2015 року.
У змаганнях взяли участь понад 500 представників талановитої молоді країн СНД у віці від 10 до 25 років та 61 член журі з 8 країн: Азербайджанської Республіки, Республіки Вірменія, Республіки Білорусь, Республіки Казахстан, Киргизької Республіки, Республіки Молдова, Російської Федерації, Республіки Таджикистан.
До конкурсної та фестивальної програми Ігор увійшли 17 номінацій з народних, класичних та сучасних видів мистецтв: фортепіано, скрипка, образотворче мистецтво, баян/акордеон, саксофон, академічний спів, сольний народний спів, естрадний спів, джаз, народний танець, сучасний, дизайн одягу, мистецтво виховання, цирк, народні інструменти та духові інструменти. Підсумковий очний етап Ігор проходив у Москві та Санкт-Петербурзі з 28 листопада по 3 грудня 2016 року.

## XII (2017)
З 18 по 23 квітня 2017 року у Свердловській області (Російська Федерація) у рамках Культурного проекту «Дельфійські ігри – 2017» відбулися Дванадцяті молодіжні Дельфійські ігри держав-учасниць Співдружності Незалежних Держав. Ігри пройшли під патронатом Міжнародного Дельфійського комітету (штаб-квартира у Москві).
У заході взяли участь близько 600 молодих людей віком від 10 до 25 років у складі делегацій із 8 країн СНД: Азербайджанської Республіки, Республіки Вірменія, Республіки Білорусь, Республіки Казахстан, Киргизької Республіки, Республіки Молдова, Російської Федерації, Республіки Таджикистан. Конкурсна та фестивальна програми Дванадцятих молодіжних Дельфійських ігор держав-учасниць СНД передбачали 17 міжнародних конкурсів із класичних, народних та сучасних видів мистецтв.
Організаторами Ігор спільно виступили Національна Дельфійська рада Росії, Уряд Свердловської області, Адміністрація міста Єкатеринбурга, Міністерство освіти і науки Російської Федерації, Міністерство культури Російської Федерації за підтримки Виконавчого комітету Співдружності Незалежних Держав, Міждержавного фонду гуманітарного співробітництва держав-учасниць Співдружності Незалежних -учасників Співдружності Незалежних Держав, Федерального агентства у справах молоді, Федерального агентства у справах Співдружності Незалежних Держав, співвітчизників, які проживають за кордоном, та міжнародного гуманітарного співробітництва.
На адресу учасників та організаторів надійшли привітання Генерального секретаря Ради Міжпарламентської Асамблеї держав-учасниць СНД І. Сергєєва, Міністра закордонних справ Російської Федерації С. С. Лаврова, Міністра культури Російської Федерації С. Р. Мединського, керівника Федерального агентства у справах молоді А. Ст. Бугаєва.
У рамках Ігор відбулася Міжнародна конференція. Темами стали: «Молодь та культура», «Діалог культур – Євразійські перспективи», «Культура – вектор розвитку». Популяризацію Дельфійських ігор та важливість їх проведення для культурного розвитку молоді обговорили керівники та представники Міжнародного Дельфійського комітету, Національних Дельфійських організацій країн, Уряду Свердловської області, федеральних та регіональних органів влади Російської Федерації, установ культури та системи освіти.
За підсумками конкурсної та фестивальної програм було визначено лауреатів, які здобули золоті, срібні та бронзові медалі, а також дипломанти. Сім країн забрали з собою нагороди найвищої гідності.
Завдяки компаніям D-link та «Технології онлайн-відео», які забезпечували пряму інтернет-трансляцію, за перебігом подій на інтернет-телебаченні ДЕЛЬФІК ТБ та у соціальній мережі «Однокласники» стежили десятки тисяч людей.

## XIII (2018)
З 15 по 17 грудня 2018 року у Саратовській області відбулися Тринадцяті відкриті молодіжні Дельфійські ігри держав-учасниць СНД. Захід пройшов у форматі Першого Дельфійського чемпіонату.
Організаторами виступили Національна Дельфійська рада Росії та Саратовська державна консерваторія ім.Л.В.Собінова; за підтримки Виконавчого комітету Співдружності Незалежних Держав, Міжпарламентської Асамблеї держав-учасниць Співдружності Незалежних Держав, органів державної влади Саратівської області; Міжнародним Дельфійським комітетом (штаб-квартира у Москві) надано патронат. У змаганнях взяли участь митці віком від 18 до 25 років. Конкурсна програма проходила з 3 дисциплін: фортепіано, флейта, академічний спів.
Механізм проведення передбачав розподіл учасників за групами у кожній номінації за результатами жеребкування. У всіх турах треба було змагатися парами, у кожній із пар за результатами виступів визначався переможець, який виходить до наступного туру. Переможець та володар другого місця визначалися у фіналі, у якому брали участь переможці двох півфіналів; котрі програли у двох півфіналах стали володарями третього місця кожен.

## XIV (2019)
На відзначення 20-річчя Дельфійських ігор сучасності з 22 по 26 листопада 2019 року у Московській області відбулися Чотирнадцяті молодіжні Дельфійські ігри держав-учасниць СНД, проведені у формі Дельфійського чемпіонату. Іри зібрали творчу молодь віком від 10 до 25 років. У заході взяли участь близько 500 представників із 10 країн Співдружності. У програмі Ігор відбулися змагання з 6 номінацій – фортепіано, скрипка, народний, академічний та естрадний спів, відкрита номінація, міжнародна конференція, спецпроекти «Ми пам'ятаємо…», «Театр», «Рік літератури в країнах СНД», офіційні заходи та гала- концерт.
Механізм Чемпіонату припускав, що у всіх турах учасники мали змагатися по двоє, у кожній із пар за результатами виступів визначався переможець, який виходить у наступний тур. У фіналі брали участь переможці двох півфіналів, розігруючи перше та друге місця. Ті, хто програв у двох півфіналах, ставали володарями третього місця кожен. Оцінка здійснювалася журі відразу після виступу кожного з тих, хто змагається шляхом підняття таблички із зазначенням балів. Спочатку цей механізм апробований і отримав високу оцінку у 2018 році у Саратові.
Чотирнадцяті молодіжні Дельфійські ігри держав-учасниць СНД відвідали заступник Голови Уряду Російської Федерації О. Ю. Голодець, Губернатор Московської області А. Ю. Воробйов, Координатор Молодіжної міжпарламентської асамблеї СНД, член Комітету Маджлісі намояндагон Маджлісі Олі (Парламенту) Республіки Таджикистан з науки, освіти, культури та молодіжної політики До. А. Міралієн. Ігри пройшли під егідою Комісії Російської Федерації у справах ЮНЕСКО та під патронатом Міжнародного Дельфійського комітету. 
На адресу організаторів та учасників заходу вітання направили Голову Виконавчого комітету – Виконавчий секретар СНД С.М.Лебедєв, Генеральний секретар – керівник Секретаріату Ради МПА СНД Д.А.Кобицький, Міністр закордонних справ Російської Федерації С.В.Лавров, Президент Загальної конфедерації профспілок , Голова Федерації Незалежних Профспілок Росії М.В.Шмаков, Голова Ради з питань культурного співробітництва держав-учасниць Співдружності Незалежних Держав, Міністр культури Республіки Білорусь у Ю.П.Бондар.

## XV (2021)

Емблема П'ятнадцятих молодіжних Дельфійських ігор держав-учасниць СНД

З 7 по 10 грудня 2021 року відповідно до Плану заходів, присвячених 30-річчю Співдружності Незалежних Держав, затвердженим Рішенням Економічної ради Співдружності Незалежних Держав від 15 вересня 2020 року відбулися П'ятнадцяті молодіжні Дельфійські ігри держав-учасниць СНД. З метою протидії розповсюдженню COVID-19 Ігри відбулися у дистанційному форматі.
Вітання надіслали заступника Голови Виконавчого комітету СНД Б. М. Жумаханов, Генеральний секретар — керівник Секретаріату Ради МПА СНД Д. А. Кобицький, Голова Комітету Ради Федерації Федеральних Зборів Російської Федерації з науки, освіти та культури Л.Л. З. Гумерова.
У заході взяли участь 729 осіб із 9 країн Співдружності: Азербайджанської Республіки, Республіки Вірменія, Республіки Білорусь, Республіки Казахстан, Киргизької Республіки, Республіки Молдова, Російської Федерації, Республіки Таджикистан та Республіки Узбекистан.
Конкурсна та фестивальна програми пройшли за 10 номінаціями: фортепіано, скрипка, академічний спів, сольний народний спів, естрадний спів, народний танець, сучасний танець, циркове мистецтво, народні інструменти, духові інструменти.
Головами та членами журі стали 45 відомих митців Росії та країн Співдружності. За результатами змагань представники кожної країни стали переможцями, призерами або володарями дипломів Дельфійських ігор Співдружності. Завершилися ювілейні Ігри Співдружності 10 грудня 2021 Телеграм гала-концертом, програма якого була складена за пропозиціями делегацій.